# Herbert Ludat
Herbert Ludat (* 17. April 1910 in Insterburg/Ostpreußen; † 27. April 1993 in Gießen) war ein deutscher Historiker und Hochschullehrer.

## Leben und Werk
Der Sohn eines Postinspektors wurde in Ostpreußen geboren. Seine Eltern siedelten 1913 nach Berlin über. Im Herbst 1928 legte er das Abitur am Berliner Königstädtischen Realgymnasium ab. Im Oktober 1933 trat er in die SA ein. An der Friedrich-Wilhelms-Universität Berlin studierte er bis 1935 Geschichte, Germanistik, Philosophie und Slavistik. Als seine wichtigsten akademischen Lehrer gelten Willy Hoppe und Max Vasmer. Im Oktober 1936 wurde er mit der Arbeit Die ostdeutschen Kietze in Berlin promoviert. Als Stipendiat der Notgemeinschaft der deutschen Wissenschaft unternahm Ludat von 1935 bis 1937 Forschungsreisen nach Polen. Am 30. August 1937 beantragte er die Aufnahme in die NSDAP und wurde rückwirkend zum 1. Mai desselben Jahres aufgenommen (Mitgliedsnummer 4.577.880). Von 1937 bis 1939 war Ludat an der Deutschen Hochschule für Politik in Berlin als Leiter der Polenabteilung des Ostmitteleuropa-Seminars tätig. Im Dezember 1940 habilitierte er sich ebenfalls in Berlin mit der Arbeit Bistum Lebus. Studien zur Gründungsfrage und zur Entstehung und Wirtschaftsgeschichte seiner schlesisch-polnischen Besitzungen. 1941 erhielt er eine Dozentur an der Reichsuniversität Posen, die er allerdings wegen seines Dienstes in der Wehrmacht kaum wahrnahm. Wegen eines Herzleidens wurde er aus der Wehrmacht freigestellt. 
Nach dem Zweiten Weltkrieg ließ er sich 1945 an die Universität Kiel umhabilitieren. Zwei Jahre später wurde er an der Universität Münster zum außerordentlichen Professor für Osteuropäische Geschichte ernannt. Im Sommersemester 1955 war Ludat Gastprofessor in Mainz. Im Jahr 1956 ergingen Rufe der Universität Mainz und der Hochschule Gießen, wobei er sich für die spätere Universität Gießen entschied. Dort war er Lehrstuhlinhaber für Osteuropäische Geschichte und Allgemeine Wirtschaftsgeschichte und gleichzeitig Direktor des Zentrums für kontinentale Agrar- und Wirtschaftsforschung. 1964 lehnte er Rufe der Universitäten Bochum und Wien ab. 1978 wurde er emeritiert. Zu Ludats akademischen Schülern zählen Klaus Zernack, Hans-Dietrich Kahl und Christian Lübke.
Ludat widmete sich vorrangig der mittelalterlichen Geschichte Osteuropas. Er gilt auf diesem Gebiet als einer der bedeutendsten und einflussreichsten deutschen Historiker. Während der Zeit des Kalten Krieges gelang es ihm, Kontakte mit der polnischen Historikerschaft aufzunehmen. Ludat legte mit An Elbe und Oder um das Jahr 1000. Skizzen zur Politik des Ottonenreiches und der slavischen Mächte in Mitteleuropa eine grundlegende Untersuchung vor.
Ludat war Mitbegründer der Deutsch-Polnischen Schulbuchkonferenz (Braunschweig). Im April 1968 wurde er mit der Palacký-Medaille der Tschechoslowakischen Akademie der Wissenschaften ausgezeichnet. Seit 1956 war er Mitglied der Historischen Kommission für ost- und westpreußische Landesforschung.

## Schriften (Auswahl)
- Slaven und Deutsche im Mittelalter. Ausgewählte Aufsätze zu Fragen ihrer politischen, sozialen und kulturellen Beziehungen. Köln 1982, ISBN 3-412-01981-X.
- An Elbe und Oder um das Jahr 1000. Skizzen zur Politik des Ottonenreiches und der slavischen Mächte in Mitteleuropa. Köln 1971, ISBN 3-412-07271-0.
- Deutsch-slawische Frühzeit und modernes polnisches Geschichtsbewußtsein. Ausgewählte Aufsätze. Köln 1969, ISBN 3-412-07669-4.
- Polen und Deutschland. Wissenschaftliche Konferenz polnischer Historiker über die polnisch-deutschen Beziehungen in der Vergangenheit. Köln 1963.
- Vorstufen und Entstehung des Städtewesens in Osteuropa. Zur Frage der vorkolonialen Wirtschaftszentren im slavisch-baltischen Raum. Köln 1955.
- Bistum Lebus. Studien zur Gründungsfrage und zur Entstehung und Wirtschaftsgeschichte seiner schlesisch-polnischen Besitzungen. Weimar 1942 (Nachdruck 1993).